# Gore Beyond Necropsy
A Gore Beyond Necropsy japán grindcore/psychobilly/noise rock/hardcore punk zenekar. 1989-ben alakult Kanagavában. 2005-ben Noise A-Go-Go's-ra változtatta a nevét. Az együttes stílusát "Analdrillingrind Harshit Core!!!" névvel illeti.  Több kiadványt is megjelentettek. 

## Diszkográfia
- 1991 - Rehearsal Demo
- 1991 - Promo Live Tape '91
- 1992 - I Recommend You... Amputation
- 1993 - This Is an EP You Want
- 1994 - Gore Beyond Necropsy / GUT split
- 1994 - Promo Live Tape '94
- 1995 - Rectal Grinder (kollaborációs lemez Merzbow-val)
- 1995 - Faecal Noise Holocaust
- 1996 - Gore Beyond Necropsy / Senseless Apocalypse Split
- 1996 - Gore Beyond Necropsy / Disgorge Split
- 1997 - Rectal Anarchy (kollaborációs lemez Merzbow-val)
- 1998 - Sounds Like Shit
- 1998 - Live & Rehearsal '98 [cassette]
- 1998 - Gore Beyond Necropsy / Minch split
- 1998 - Gore Beyond Necropsy / Warsore split
- 1998 - Noise-A-Go Go!!!
- 1999 - Go! Filth Go!!!
- 2000 - Wizards of Gore - A Tribute to Impetigo (közreműködés)
- 2000 - Gore Beyond Necropsy / Arsedestroyer split
- 2001 - Sodomy and Carnal Assault (split lemez a Regurgitate-tel)
- 2001 - A Tribute to Regurgitate Compilation (közreműködés)
- 2002 - Fullthröttle Chaös Grind Machine
- 2003 - Wild & Frantic! Rock'n'Roll Special!!!
- 2003 - Triple Shocks!!! Freaknoise Show (split lemez az Arsedestroyer-ral és a Nikudorei-jel)
- 2005 - Filthiest Babies Alive (split lemez a Nunwhore Commando 666-al)
- 2007 - Rock'n'Noise Grind'n'Roll